# Länna landskommun, Södermanlands län
Länna landskommun var en kommun i Södermanlands län.

## Administrativ historik
Landskommunen bildades i Länna socken i Åkers härad när 1862 års kommunalförordningar trädde i kraft, den 1 januari 1863. Den upphörde vid kommunreformen 1952 då den uppgick i Åkers landskommun. Området tillhör sedan 1971 Strängnäs kommun.

## Politik

### Mandatfördelning i valen 1938-1946
| 11 | 3 | 3 | 3 |

| 19 |

| 20 |

| 18 |

| 9 | 11 |

| 19 |